# Sequoia Throne
Sequoia Throne — четвертий альбом та однойменний сингл канадського рок-гурту Protest the Hero, який вийшов 8 січня 2008 року.
2008 року до синглу був відзнятий відеокліп.

## Треклист
1. Sequoia Throne — 3:10
2. Sequoia Throne (Instrumental) — 3:12
3. Bloodmeat (Instrumental) — 4:00